# ドラゴンボール ゼノバース2
『ドラゴンボール ゼノバース2』(DRAGONBALL XENOVERSE 2)は、バンダイナムコエンターテインメントより発売されたゲームソフト。
2016年11月2日にPlayStation 4版が発売。Xbox One版も同時発売だったが日本国内のみ未発売。
2017年9月7日にNintendo Switch版 『ドラゴンボール ゼノバース2 for Nintendo Switch』(DRAGONBALL XENOVERSE 2 for Nintendo Switch)が発売された。
2024年5月23日にPlayStation 5版、Steam版が、5月24日にはXbox Series X/S版、Xbox One版（日本国内のみ）が発売された。また、この発売により7年半を経て、国内Xbox One版が配信開始されたことになる。

## 概要
原作者の鳥山明が全面監修を行うも日本でのサービス開始は行われなかった、日韓共同製作のオンラインMMORPG『ドラゴンボールオンライン』と同一の設定や世界観に基づいて製作され、累計出荷本数500万本を達成した2015年発売の家庭用アクションゲームソフト『ドラゴンボール ゼノバース』のシリーズ第2弾にあたる。
プレイヤーの分身となるキャラクターを作成して孫悟空やベジータたちと共に戦い、『ドラゴンボール』の歴史を守るという前作のコンセプトを継承している。
フィールドはより広大になり、アバターカスタマイズの範囲も広くなる。対戦だけでなく、他のプレイヤーと協力してボスと戦うこともできるようになる。
前作のPlayStation 3版またはPS4版からセーブデータを継承することが可能。セーブデータを継承すると、前作の主人公が本作でも登場する。また、所持金・技・衣装の一部を継承することができる。

## リリース
2017年1月13日にSwitchでも発売されることが発表され、2017年9月7日に発売された。PS4版とSwitch版とでは、描画（PS4版：1920×1080、Switch版：1600×900）やフレームレート（PS4版：60fps、Switch版：30fps）、ボイスチャットがSwitch版にはついていないなど若干仕様が異なっている。
2017年11月22日に『ドラゴンボール ゼノバース2』本編とDLC第1 - 4弾のシーズンパスをセットにした、PS4用ソフト『ドラゴンボール ゼノバース2 デラックスエディション』(DRAGONBALL XENOVERSE 2  Deluxe Edition)を発売した。初回生産分のパッケージ版および12月20日までに購入したダウンロード版には、未来のトランクスをモチーフにしたPS4用テーマを入手できるプロダクトコードも付属していた。
2019年3月20日に無料で楽しめるLite版『ドラゴンボール ゼノバース2 Lite』の配信がPS4向けに開始された。無料版では、序盤のストーリーやクエストの他、フィギュアを使ったバトルゲームの「ヒーローコロシアム」や「フォトモード」が楽しめ、その他にもミッションやクエストにおいて、製品版のプレイヤーとマッチングすることも可能となっている。

## ストーリー
前作『ドラゴンボール ゼノバース』での闘い「ドミグラ事件」解決の2年後から物語は始まる。歴史に悪影響を与える「歪み」が肥大したことで時の界王神は時の巣を大幅改装。新たに「コントン都」が誕生し、トランクスと時の界王神は腕利きのタイムパトローラーを募っていた。タイムパトローラーの一員となった主人公は、とある調査を行っていたところ老界王神より呼び出しを受ける。それはドラゴンボールの歴史改変を防ぐという重要任務の担当に選ばれたというものだった。
地球に襲来したサイヤ人たちとの戦い、ナメック星でのフリーザ一味との戦い、蘇った人造人間や未来から現れたセルとの戦い、復活した魔人ブウとの戦い、破壊神ビルスとの戦いなど、歴史改変を食い止める中で強敵たちとの死闘を通じて主人公は大きく成長を果たしていく。歴史を改変していたのは前作にも登場した暗黒魔界の生き残りトワとミラであった。トワは改良を施した神聖樹の実を同志たちに与え、「極悪化」によって大幅にパワーアップさせる術を手にしていた。手始めに別の歴史から連れてきたターレスとスラッグに食べさせ力を与えるが、実は極悪化とは己の生命力を消費して膨大な戦闘力を与えるというものだった。さらにはトワによって洗脳までされてしまい死ぬまで戦い続ける駒になってしまう。主人公とトランクスによってターレスとスラッグは倒され、その後新たに現れたブロリー、ジャネンバもベジータらと協力して撃破。そんな中「仮面のサイヤ人」が主人公の前に立ちはだかる。彼の正体は歴史改変によってトワに命を救われたサイヤ人の下級戦士バーダックであった。激闘の中、洗脳から解放されたバーダックは反旗を翻し、ミラを取り押さえる。そしてトワが開いた脱出不可能な次元の牢獄に引きずり込み、道連れにしてしまった。こうしてバーダックとミラは一行の前から姿を消した。
その後、トワとミラを追っていたはずの「先輩パトローラー（前作主人公）」が主人公の前に立ちはだかる。彼/彼女もまたトワの魔術によって極悪化を引き起こし洗脳されていた。なんとか打ち勝つもトワは次の一手に出、先輩パトローラーが神龍に呼び出された時間に移動し、神龍を殺してそれまでの戦闘・改変をなかったことにしてしまう。これによって先輩パトローラーは歴史から抹消されてしまい、誰の記憶からも消えてしまったがトランクスが思い出したことで主人公は歴史改変を阻止できた。
そんな中、トキトキが「新たな宇宙の歴史が詰まったタマゴ」を生む。実はこれこそがトワの真の狙いであり、このタマゴを利用することで世界の半分を暗黒魔界に変え故郷を復活させようとしていた。もし実現すれば世界の半分が悪に染まったのと同義。阻止するべく立ち向かう主人公だったが、トワはタマゴの力で再び次元の牢獄への扉を開きミラを復活させるとそのまま自分たちが支配する時代不明の歴史へ逃亡。しかし逃げられる直前、先輩パトローラーが我が身を挺して道を切り開き、二人との決着を主人公に託す形で倒れる。全てを託された主人公は最後の戦いへと向かう。
トワに使役される人造人間でしかなかったミラだが「主人公に勝ちたい」という思いから自我を獲得し、これまで以上にパワーアップを果たしていた。リミッターを外し暴走した力で主人公に挑むもコアの破壊を危険視したトワが裏切ったことで敗北する。トワが「役立たず」と吐き捨てた直後、復活したミラは彼女ごとタマゴを吸収。最終形態へと変貌し、もはや手の付けられない存在と化してしまう。そこへ悟空が加勢に加わり、主人公はミラとの最後の一戦を繰り広げる。戦いの最中、ミラが怯んだ一瞬を突き悟空の龍拳が胸を貫き、卵を奪取。主人公が放ったかめはめ波によりミラは消滅した。

## 登場人物
主人公（プレイヤー）
本作の主人公でプレイヤーの分身となるキャラクター。
新人のタイムパトローラーとして、先輩タイムパトローラーのトランクスたちと様々な時代を旅して歴史改変を防ぐために闘う。
攻略本『ヒストリアガーディアンズ超ガイド』ではとよたろうによる巻末漫画が掲載されており、内容は新人タイムパトローラーが先輩パトローラーと共に悟空に加勢し、フリーザ・クウラの兄弟を倒すというもの。
選択できるキャラクターボイス
キャラクターボイスは以下の30人の声優から選択することができる。50音順に記載。
男性CV
池田秀一、岩崎ひろし、粕谷雄太、木村良平、斉藤次郎、高城元気、千葉一伸、乃村健次、花江夏樹、檜山修之、古川慎、前野智昭、間島淳司、松野太紀
女性CV
浅野真澄、内山夕実、岡嶋妙、神田朱未、桑島法子、小松由佳、佐藤智恵、沢城みゆき、白石涼子、須藤祐実、田村睦心、野中藍、潘めぐみ、平田宏美、矢作紗友里、山口由里子
選択できる種族
地球人、サイヤ人、ナメック星人、魔人族、フリーザ一族の5種族から選択することができる。
本作では「覚醒技」を発動させることで、本シリーズの原典となるMMORPGゲーム『ドラゴンボールオンライン』同様、それぞれの種族独自の能力を解放させることができるようになった。共通の覚醒技としては「界王拳（三段階強化可能）」と「潜在能力解放」が存在する。
2023年3月には「ビースト」への覚醒が可能となった。
2023年10月には「身勝手の極意（兆ではなく完全）」への覚醒が可能となった。
地球人
クリリンやヤムチャなどと同じ種族。突出した能力こそないが、気を扱う技巧に優れたバランスの良い戦士。技力が徐々に補充され、最大時には攻撃力が上昇する。
ただの人間と見られることが多く、敵キャラクターとの掛け合いでは見下されることもある。
覚醒技「如意棒マスター」を発動させると如意棒と筋斗雲を自在に使いこなせるようになる。
サイヤ人
悟空やベジータを始めとした戦闘民族。攻撃面に特化している。体力は低いが、瀕死状態から回復すると能力が上昇する。
貴重なサイヤ人の生き残りということもあり、悟空たちからは「どこから来たんだ？」と不思議がられる。
覚醒技の発動で「超サイヤ人（三段階変身可能）」への覚醒が可能。どの形態になるのかは技力の溜まり具合によって変化する。他にも気弾技の威力を引き上げる「超ベジータ（二段階変身可能）」や気力の回復に優れた「超サイヤ人未来」も存在する。
「超サイヤ人4」には変身できないが、悟空の超サイヤ人4の衣装に着替えることで同じ姿に見た目だけなれる（女性の場合は胸に布が巻かれる）。
2018年2月には、「超サイヤ人ゴッド超サイヤ人」への変身が可能となった。
2019年7月には、「超サイヤ人ゴッド超サイヤ人（進化）」への変身が可能となった。
2021年11月には、「超サイヤ人ゴッド」への変身が可能となった。
ナメック星人
ピッコロやネイルなどと同じく、ナメック星人の中でも希少な「戦士タイプ」のナメック星人。防御面に優れており、体力が高く気力の回復も早い。瀕死になると体力が徐々に回復していく。回復アイテムの効果が通常の1.5倍得られる。
覚醒技「巨大化」を発動させると巨大化し、コンボも専用のものに変わる他、大猿が使用する技に似た技も使用可能になる。
魔人族
ミスター・ブウが、千切った自身の肉体の一部に魔法によって命を吹き込んで誕生した赤ちゃん魔人たちが繁栄した新たな種族。原作では登場しなかった女性タイプもいる。
覚醒技「純粋化」の発動で、魔人本来の潜在能力を解放し、魔人ブウ（純粋）の姿に似た「純粋魔人」へ進化できる。男女関係なくこの形態になり、攻撃方法も大きく変化する。
フリーザ一族
フリーザやクウラなどコルド大王の家系は突然変異種であるため代々邪悪な心を持っていたが、同種族のすべてが邪悪な存在ではなく、タイムパトローラーとして正義のために働く戦士もいる。スピードに特化した戦闘を得意とする種族。
覚醒技「ゴールデン化」を発動させると、体表の色が金色に変化し、大幅なパワーアップができる。

孫悟空
声 - 野沢雅子
本作のもう一人の主人公と言える存在。楽天的で強い相手と戦うことが好きだが心優しい性格で秘めた力で何度も地球を救った伝説の戦士。
作中に登場するほとんどの彼は並行世界の人物であるが、主人公のことを覚えており、最終決戦ではその恩を返すためにとSSGSSに変身し、主人公と共にミラ（最終形態）との決戦に臨む。
DLC追加ストーリー「∞の歴史編」では、ルートによってはラストボスとして登場。主人公と一騎討ちを繰り広げる。この時パートナーにした人物によって展開が変わることもある。また悟空をパートナーにしてこのバトルを起こした場合、通常時→SSGSS→身勝手の極意と強化していき、連戦となる。いずれの展開も勝負はつかず引き分けとなる。
トランクス
声 - 草尾毅
未来世界を平和にした後、タイムパトローラーとなった未来の青年トランクス。主人公の良き先輩。
今作では師匠の孫悟飯が生きていた歴史の改変に気づき、歴史に介入してしまう。
前作主人公のタイムパトローラー
声 - なし
2年前の「ドミグラ事件」で世界を救った偉大なタイムパトローラーと英雄視されている。本作主人公の「先輩タイムパトローラー」として登場し、トランクスの相棒として主人公をサポートする。
トワに不意を突かれ、バーダックと同様に洗脳されてしまう。さらに、トワの歴史改変で一度は存在を消されるも、主人公によって歴史が修正され復活した。
最終決戦では我が身を挺して主人公に道を切り開き、ミラとの決着を託した。劇中喋ることはない。
時の界王神
声 - 伊藤かな恵
時を司る界王神。未来世界のトキトキ都にある「刻蔵庫」に住んでいる。幼い姿をしているが実は老界王神とは1000年ぐらいしか差がない。それでも老界王神のことは「おじいちゃん」と呼んでいる。
お転婆な直情型なのは変わらないが、一方でトランクスや主人公のミスを許すなど寛大さもある。前作での料理下手も健在で、作ったプリンを食べたビルスが暴れだしたりしたり、大食らいの悟空を一時的に腹痛で動けなくするほど。だが本人はまったく自覚しておらず、トランクスやトキトキも恐れている。
歴史を管理しているため、他人には厳しい一方、自分に対しては甘い部分があり、DLCの「第六宇宙編」での大会を見て面白そうだからと自分たちも様々な時代の武道家を集めようと提案するなど、自ら騒動を起しかねない発言もすることもしばしばある。
600万本出荷キャンペーンの天下一武道会に参加することでプレイアブルキャラクターとして参戦する。
トキトキ
声 - 後藤哲夫
時の界王神のパートナーであり、時を作るとされる不思議な鳥。今作では「一つの宇宙の時間」が込められたタマゴを産むが、膨大なエネルギーを内包していたため、そのタマゴをトワに狙われる。実はこのタマゴこそがトワの真の狙いだった。
老界王神
声 - 田中亮一
今作では主人公の後見人のような存在となっており、登場当初から何かと目を懸けていた様子。後方支援としてタイムパトロールに協力する。作中のやり取りとしては、老世王神が時の界王神に質問して設定や過去などを語るというパターンが多い。悟空たちとは魔人ブウとの闘いの際に助けた仲。気難しくへそ曲がりな面もあるが、特殊能力や博識を持つ。
破壊神ビルス
声 - 山寺宏一
『ドラゴンボール超』などに登場する第7宇宙の破壊神。昔から老界王神とは仲が悪く、かつて彼を口論からゼットソードに封印したこともある。「シャンパ」という双子の兄弟がいる。
ウイス
声 - 森田成一
第7宇宙の破壊神の付き人兼お目付け役を担う天使。ビルスの師匠でもあり、彼を超える実力を持つ。また「ヴァドス」という姉がいる。
トワ
声 - 勝生真沙子
前作から引き続き登場。暗黒魔界の科学者で、魔王ダーブラの妹でもある。本作における黒幕的存在。
本作では並行世界から、ターレス、スラッグ、クウラを唆し、ブロリーやジャネンバを極悪化で洗脳して歴史を改変させる。当初はミラを暗黒魔界の王にするつもりかと思われたが、真の狙いは膨大なエネルギーを内包するトキトキのタマゴにあった。タマゴが誕生したことを知ると時の巣に現れて奪い取り、それを利用しての暗黒魔界の完全復活を成し遂げようとする。手始めにミラを異次元の牢獄から復活させた。
最終決戦にて、主人公に勝ちたいという執念からミラが暴走した際には、世界が崩壊しかねない状態になったため主人公と一時的に共闘する。だが更なる力を求めるミラに、トキトキのタマゴごと取り込まれてしまう。その最期には、取り込まれながら彼に「自分の失敗作」と嘆いていた。
ミラ
声 - 高橋広樹
暗黒魔界の戦士。本作の最終ボス。実はトワによって造り出された暗黒魔界製の人造人間であり、暗黒魔界の王の候補者。しかし当人は人造人間という事実を知らない。様々な戦士たちから集めた「キリ」（エネルギー）を吸収することで再現なく強化される。前作で破壊されるも、トワによって再び復活した。
本作の最終局面では「最強」という称号への執着と、主人公にただ勝ちたいという執念から暴走し、創造主であるトワと、トキトキのタマゴが内包していた膨大なキリを自身に取り込むことで「ミラ（最終形態）」へと進化した。主人公では手に負えない相手となってしまったが駆けつけた悟空の龍拳によってタマゴを奪われ、最後は主人公が放ったかめはめ波によって完全消滅した。消えゆく際には「もっとお前たちと戦いたかった」「済まない、トワ」と独白していた。
ラストバトルの前哨戦では、主人公の種族によって台詞が変化する。地球人の場合は「ただの人間でありながらそこまで強くなったお前を尊敬している」と述べる。
クリア後に時の卵のレプリカを集めると、バーダックとの戦いの結末が判明する。超サイヤ人3となったバーダックに敗れた後、主人公たちにあって自分にないもののことを考えるようになり、この心境の変化がトワへの離反に繋がったと時の界王神は推測している。
仮面のサイヤ人
声 - 野沢雅子
仮面をかぶり、悟空やターレスによく似た容姿をした正体不明のサイヤ人。その正体はフリーザとの戦いで死亡したと思われた悟空の父バーダックであった。
今際の際にトワが発生させたワームホールにより助かり、別の時代に飛ばされていたが、そこをトワに拉致されて改造、洗脳される。
主人公と闘った後に正気を取り戻し、ミラを時空の狭間に引きずりこむことで決着を付ける。後に時空の狭間でミラと戦闘を繰り広げていたことが判明するが、その後は時空の狭間から姿を消しており行方不明となる。
ミラの仮面の力により力を引き出され「超サイヤ人3」までに変身できるようになっている。また不意を突いたとはいえミラを押さえつけ、動きを封じるなど大幅なパワーアップを遂げている。

## プレイキャラクター
新たにターレス、ジャネンバ、仮面のサイヤ人などが登場。また、初回特典としてゴクウブラックが使用可能になるプロダクトコードが同梱される。
孫悟空
声 - 野沢雅子
『ドラゴンボール』の主人公で、心優しい地球育ちのサイヤ人。闘うことが好きだが、地球やナメック星などを守るために体と命を張って闘う。覚醒技には「界王拳（通常、3倍、20倍）」の他に、「超サイヤ人」「超サイヤ人2」「超サイヤ人3」があり、別キャラクター枠にて「超サイヤ人ゴッド」「超サイヤ人ゴッド超サイヤ人（以下超サイヤ人ゴッドSS）」といった多様な形態が登場しており、並行世界に当たる『ドラゴンボールGT』の世界では子供の姿になり、こちらは覚醒技で超サイヤ人と超サイヤ人3が使用可能で、別キャラクター枠で「超サイヤ人4」の形態も登場する。
2016年12月のアップデートにて覚醒技「超サイヤ人ゴッドSS・界王拳（通常、10倍）」を持つタイプが追加された。
DLCでは新たな形態に覚醒し、不完全な覚醒形態は「身勝手の極意“兆”」、完全な覚醒形態は「身勝手の極意」と呼ばれている。2018年2月には完全な身勝手の極意、2022年7月には不完全な兆の身勝手の極意が配信された。そして『ドラゴンボールDAIMA』の時代の悟空も参戦し、2024年11月にはミニ状態の悟空、2025年5月には大人に戻り超サイヤ人4に変身した悟空が参戦した。
「FUTURE SAGA Chapter 1」ではザマスと体を入れ替えられた並行世界の悟空が登場し、ヒットと協力し、元気玉でゴクウブラックを倒した。
クリリン
声 - 田中真弓
悟空の一番の親友の地球人。頭を剃っており、気の扱いに長ける。お調子者だが仲間たちを励ますムードーメーカー的存在。
ヤムチャ
声 - 古谷徹
悟空の最初の戦友で元盗賊の地球人。女好きだが仲間想いな性格。悟空、クリリンと同じく亀仙流で修行をした。
天津飯
声 - 緑川光
かつて悟空たち、亀仙流のライバルで殺し専門の鶴仙流だった武闘家。強さを追い求め続けるストイックな性格。
ピッコロ
声 - 古川登志夫
かつては父の意志を継ぎ、魔族の大魔王を名乗っていたナメック星人。悟空らと共闘するうちに地球を守る戦士となった。
2023年5月のDLCでは『ドラゴンボール超 スーパーヒーロー』時代の潜在能力を解放した形態や、更なる強化形態「オレンジピッコロ」も登場する。
孫悟飯（現代）
声 - 野沢雅子
孫悟空の息子。サイヤ人と地球人のハーフで悟空を超えるほど高い潜在能力を持っている。幼年期の頃は超サイヤ人には覚醒していないが、少年期は常に超サイヤ人に変身しており、覚醒技で超サイヤ人2が使用可能で、青年期は覚醒技に超サイヤ人や超サイヤ人2の他に、「潜在能力解放（通称：アルティメット）」が使用可能。
DLCでは『ドラゴンボール超 スーパーヒーロー』時代の姿で登場し、新たな進化形態「ビースト」にも変身する。2022年11月には通常状態（覚醒技でアルティメット化）が配信され、2023年5月にはビーストの形態が配信された。
グレートサイヤマン1号
声 - 野沢雅子
悟飯が変装した、マスクをつけた謎のヒーロー。サタンシティに出没する。
ベジータ
声 - 堀川りょう
惑星ベジータで生まれたサイヤ人の王子で、高い戦闘能力を持つ悟空のライバル。当初は冷酷な性格であったが悟空たちと共闘し、ブルマやトランクスと暮らすうちに悪の心が消え、不器用ながらも家族想いな性格になった。こちらは悟空に比べ形態が少なく、覚醒技に超サイヤ人や超サイヤ人2があり、別キャラクター枠でバビディに支配された「破壊王子」や超サイヤ人ゴッドSSの形態が存在し、同じく『ドラゴンボールGT』のキャラクター枠として超サイヤ人4の形態も登場する。
DLCでは超サイヤ人ゴッドや、新たな形態「超サイヤ人ゴッドSS・進化」、超サイヤ人4に覚醒する以前のGT世界のベジータ（覚醒技で超サイヤ人および超サイヤ人2化）、本作オリジナル形態である超サイヤ人ゴッドの超極悪化、『ドラゴンボールDAIMA』の超サイヤ人3も登場し、超サイヤ人ゴッドおよび超サイヤ人ゴッドSS・進化の形態は2019年7月、GTのベジータは2022年7月、超サイヤ人ゴッドの超極悪化の形態は2024年5月、超サイヤ人3の形態は2025年5月のDLCで参戦した。
ラディッツ
声 - 千葉繁
地球侵略にやってきた異星人・サイヤ人の戦士の一人で悟空の実兄。残忍な性格で、勝つためには手段は選ばない。
ナッパ
声 - 稲田徹
地球侵略にやってきたサイヤ人の戦士の一人でベジータの部下。粗暴な性格。当初は悟空以外の地球の戦士を倒すほどの強さを持っていた。
栽培マン
声 - 沼田祐介
サイヤ人の使うバイオ戦士。パワーだけならばラディッツと同等の強さを持つ。
トランクス
声 - 草尾毅
並行世界の未来からやってきたサイヤ人と地球人のハーフの青年で、ベジータの息子。真面目な性格でかつて世界を救うためとはいえ、歴史を改変したため、タイムパトローラーとして歴史を守る仕事に就いている。現代のトランクス（幼年期）は生意気な性格だが父のベジータを慕っている。並行世界に当たる『ドラゴンボールGT』の世界では真面目な性格になるも未熟な部分がある。今作では前作の主人公と共にトワたちを追いかけ、時折歴史に干渉しないよう配慮しつつ、主人公と共闘することもある。
ミスター・サタン
声 - 石塚運昇
格闘技の世界チャンピオン。宇宙最強を自称しているがあくまでも力のない地球人のレベルで、悟空たちの戦闘力には全くかなわない。しかし、テレビ出演しており、国民からの人気は高く信頼されており、また悪運がとにかく強い。
ビーデル
声 - 皆口裕子
ミスター・サタンの娘。悟飯と同じくオレンジスターハイスクールに通っている。お調子者の父親と違い、しっかり者で自己流で修行したため、実力は父親を上回っている。当初は二つ縛りのお下げだったが、天下一武道会の修行のためショートヘアにした。後に悟飯と結婚する。
2024年5月のDLCでは『ドラゴンボール超』の時代のビーデルが登場する。
グレートサイヤマン2号
声 - 皆口裕子
ビーデルが変装した、グレートサイヤマンの2号を名乗る謎のヒロイン。ただし娘には正体を見破られており呆れられている。
孫悟天
声 - 野沢雅子
悟空の次男。幼い頃の悟空にそっくりで性格は無邪気で甘えん坊。トランクスとは気も合う親友同士で、父の悟空や兄の悟飯を慕っている。並行世界の親友である未来のトランクスを、悟飯同様「トランクスさん」と呼んでいる。
パン
声 - 皆口裕子
悟飯とビーデルの娘で悟空やミスター・サタンの孫娘。お転婆で向こう見ずだが潜在能力は未知数で赤ん坊の頃から舞空術が使えた。
ゴテンクス
声 - 野沢雅子 / 草尾毅
孫悟天とトランクスがフュージョンした姿。高い戦闘力を持つが、わがままでお調子者で失敗しやすい。
ベジット
声 - 野沢雅子 / 堀川りょう
孫悟空（カカロット）とベジータが神具「ポタラ」で合体した姿。超サイヤ人に変身できる。
2017年6月のDLCでは超サイヤ人ゴッドSSの形態が配信された。
ゴジータ
声 - 野沢雅子 / 堀川りょう
孫悟空とベジータがフュージョンした姿。常に超サイヤ人や超サイヤ人4に変身している。
DLCでは『ドラゴンボール超 ブロリー』の設定で登場し、通常状態が登場する他、超サイヤ人や超サイヤ人ゴッドSSにも変身する。2018年12月には超サイヤ人ゴッドSSの形態が配信され、2021年11月には通常状態（覚醒技で超サイヤ人化）が配信された。
孫悟飯（未来）
声 - 野沢雅子
並行世界のトランクスの師匠で孫悟空の息子。人造人間から世界を守るため、学者の夢を捨て、悟空の意志を継ぐ。現代世界の悟飯とは異なり、超サイヤ人のみに変身可能で、超サイヤ人2やアルティメット、ビーストには覚醒していない。
ターレス
声 - 野沢雅子
悟空と瓜二つの顔をしたサイヤ人の下級戦士で、惑星を侵略していたクラッシャー軍団のボス。浅黒い肌の色と邪悪な心を持っているところが悟空と違う。別の歴史で悟空に倒されたがトワによって時空を越え、ナメック星のドラゴンボールで永遠の命を手に入れようとする。
スラッグ
声 - 屋良有作
悪の心だけを持った突然変異のナメック星人。スラッグ星で育ち、高い戦闘能力を持つ悪の超ナメック人。ターレス同様別の歴史で悟空に倒されたがトワによって復活し、ターレスたちと手を組む。実はターレス同様ナメック星のドラゴンボールで永遠の命を手に入れようと企んでおり、ターレスと衝突する。
ザーボン
声 - 三浦祥朗
フリーザの側近の一人。青い肌をした美形の戦士。美を好むナルシストで変身した時の醜い姿を嫌っており、サイヤ人を危険視している。今作ではドドリアを「単細胞で醜い」と嫌っているが実力は認めている様子を見せている。また、フリーザに対する忠誠心も薄く描かれている。
ドドリア
声 - 長嶝高士
フリーザの側近の一人。ピンクの肌をしたパワータイプの戦士。粗暴な性格で、ザーボンとは逆に何が何でもフリーザについていくと強い忠誠心を見せている。
ネイル
声 - 楠大典
ナメック星人の生き残りの中で唯一の戦士タイプ。ナメック星人の中では非常に高い戦闘力を持ち、最長老を守るためにフリーザと戦う。
ギニュー
声 - 小西克幸
フリーザ配下のギニュー特戦隊隊長。おかしなポーズを考えるのが好きでフリーザを誰よりも尊敬している。
リクーム
声 - 佐々木誠二
ギニュー特戦隊のメンバー。ふざけた態度を取るがタフなパワーファイター。
ジース
声 - 岸尾だいすけ
ギニュー特戦隊のメンバー。赤い肌の戦士で副リーダー的ポジションについている。
バータ
声 - 小野坂昌也
ギニュー特戦隊のメンバー。メンバーの中で一番巨体だがとてつもないスピードで飛び回ることができる。
グルド
声 - 高戸靖広
ギニュー特戦隊のメンバー。戦闘力はあまり高くないが、金縛りや時間停止などの超能力を持つ。愚痴が多く、素直になれず強がるところがある。
ラーズベリ
声 - 桐本拓哉
フリーザ一味の戦士。戦闘力はあまり高くなく、腕に装着するビームガンを使う。
アプール
声 - 吉水孝宏
フリーザ一味の戦士。頭部が長く伸びた異星人。ラーズベリ同様戦闘力は低くほとんど使い捨てにされている。今作では主人公がフリーザ軍に入る際に最初に面会した人物であり、何かと主人公のことを気にかけ気に入っている。
フリーザ
声 - 中尾隆聖
サイヤ人ら異星人の戦士をまとめている宇宙の帝王。丁寧な口調で話すが冷酷な性格で、自分を宇宙最強と称している。激昂すると口調や一人称が一変する。生まれついての強者のためトレーニングをしたことがなかったが、後に数か月の修行を通じてゴールデンフリーザへと変身する。
クウラ
声 - 中尾隆聖
フリーザを超える力と変身を持つフリーザの兄。フリーザから「兄さん」と呼ばれているがあまり仲は良くない。一族の名を汚したサイヤ人を倒すためにトワの力を借り、歴史を変えようとする。また、別の歴史では主人公の上司になることもあり、片腕として迎える証明として宇宙の半分を渡すとまで口にしている。フリーザと実権を争い勝利した後は、「まだ刃向かってくるなら見込みがある」と見てあえて生命は取らなかった。そちらの歴史では主人公との修行の末に「メタルクウラ」としての力を手にした。
人造人間16号
声 - 緑川光
ドクター・ゲロによって孫悟空抹殺のために作られた、完全なロボットタイプの人造人間。自然を愛する心優しい性格で、無駄な争いを好まない。本来登場しない未来世界ではいずれもトワに洗脳され、主人公を倒そうとする。
人造人間17号
声 - 中原茂
ドクター・ゲロの作った人造人間。18号の双子の弟。現代の彼は好戦的だが戦意のない相手とは戦おうとはしない。未来での彼は正反対で殺戮を楽しむ残酷な性格であり、作中に登場するのはこちらのパターンが多い。
2018年2月のDLCでは宇宙サバイバル編の時代の人造人間17号が登場する。
超17号
声 - 中原茂
現代の人造人間17号がドクター・ゲロたちに洗脳され、ドクター・ミューが作り出した新17号と合体した凶悪な人造人間。
2021年3月以降のDLCのパラレルクエストでは超17号になる前の1体であるあの世で造られた「ヘルファイター17号」が登場することがあるが、こちらはプレイアブルキャラクターにはならない。
人造人間18号
声 - 伊藤美紀
ドクター・ゲロの作った人造人間。クールな性格だがクリリンと出会い、彼の優しさに惹かれ結婚した。本作では未来の18号も登場しており、こちらは残虐な性格。
2024年5月のDLCでは宇宙サバイバル編の時代の人造人間18号が登場する。
セル
声 - 若本規夫
ドクター・ゲロのコンピュータが悟空やフリーザを始めとするあらゆる達人の細胞から生み出した究極の人造人間。知的でサイヤ人たちの細胞により戦いを楽しむ反面、勝つためには手段を選ばない一面もある。
2022年9月のアップデートおよび同年11月以降のDLCの特定のパラレルクエストでは第二形態のセルが登場し、2023年3月のアップデートおよび2023年5月以降のDLCのパラレルクエストやエクストラミッションではセルをベースに新生レッドリボン軍が造り出した“最悪”の存在「セルマックス」が登場するが、どちらもプレイアブルキャラクターにはならない。
セルジュニア
声 - 藤本たかひろ
セルが悟飯の潜在パワーを見るために生み出した子供で、悟空たちを痛めつける。
魔人ブウ
声 - 塩屋浩三
バビディが復活させた邪悪な魔人。悟空に倒されたブウ（純粋）は後に地球人ウーブとして生まれ変わり、大界王神を吸収した太ったブウ（善）はミスター・サタンと仲良くなり、後に「ミスター・ブウ」と名を改め悟空たちの仲間になった。今作ではサタンの部屋にあったとある本に興味を持つ場面があり、他にも匂いで種族がわかる模様。
2017年11月のDLCでは悟飯を吸収したブウ（悪）の形態も登場する。
ブロリー
声 - 島田敏
悟空と同じ日に生まれたサイヤ人の生き残り。凶暴な伝説の超サイヤ人。圧倒的な強さを持ち、何度も悟空たちを苦しめた。
2024年5月のDLCでは伝説の超サイヤ人に変身する前の制御装置を装着した抑制状態（覚醒技で超サイヤ人化）が登場する。
バーダック
声 - 野沢雅子
孫悟空（カカロット）の父。誇り高いサイヤ人の戦士。ドドリアによって仲間たちを殺され、フリーザの真意を知るとただ一人で彼に挑み散っていった。しかし、消滅の瞬間にトワの魔術「ワームホール」によって過去の時代へ飛ばされていたことが判明する。
ジャネンバ
声 - 玄田哲章
地獄の亡者たちの悪の気が「サイケ鬼」という若者風の鬼に憑依したことで生まれた存在。悪口を言われたり罵倒されたりすると若干ながらダメージを受ける。
超一星龍（スーパーイーシンロン）
声 - 柴田秀勝
ドラゴンボールに溜まった邪悪な力によって生まれた神龍の化身。全ての邪悪龍の頂点に立ち、他の邪悪龍の能力と圧倒的な強さで悟空たちを追い詰めた。現在の形態は邪悪龍たちの力の大半を取り込んでいるため、名前の前に「超」がついている。
四星龍（スーシンロン）
声 - 増谷康紀
四星球に溜まった邪悪な力によって生まれた炎の力を持った神龍の化身。他の邪悪龍と違い、邪悪さがなく卑怯なことが嫌うため、悟空の良きライバルとなった。凄まじいスピードの持ち主。
三星龍（サンシンロン）
声 - 置鮎龍太郎
三星球に溜まった邪悪な力によって生まれた氷の力を持った神龍の化身で、四星龍の兄。口調は丁寧だが冷酷で卑劣な性格で、弟と違い勝つためには手段は選ばない。
破壊神ビルス
声 - 山寺宏一
界王神と対をなす、猫のような姿をした破壊神。その強さは宇宙最強と言ってもいいほどでフリーザ親子やベジータ王ですら平伏すほど。
ウイス
声 - 森田成一
破壊神ビルスの付き人。マイペースだが実はビルスを凌ぐほどの強さを持つビルスの師匠でもある。
ジャコ
声 - 花江夏樹
ブルマの友人でスーパーエリートを自称する銀河パトロール隊員。それなりの強さを持つが都合が悪くなると無視するという無責任なところがある。実は生まれたばかりの悟空を追って地球に来たことがあり、その際にブルマやその姉と知り合いになっている。今作ではグレートサイヤマン1号＆2号から無理やり世界平和のためのパトロールにつき合わされている。
ヒット
声 - 山路和弘
第6宇宙の伝説の殺し屋。百発百中のヒットの異名を持ち、悟空のライバルとなった。0.1秒だけ時とばしをすることができるが、悟空との戦いで成長を重ね、0.5秒に拡大させた。
2016年12月のアップデートにて覚醒技「純粋なる成長」が使用可能な覚醒状態が追加された。
トワ
声 - 勝生真沙子
ダーブラの妹で暗黒魔界の科学者。本作における歴史改編の黒幕で、暗黒魔界の復活を目論む。普段はクールな美女だが、動揺したりすると途端に冷静さを崩す。悟空を通して主人公から水着を送られた際は、大層怒って悟空を逃げ帰らせたという。
ミラ
声 - 高橋広樹
本作の最終ボス。トワの作り出した人造人間で「最強」という称号に執着している。やがて自我を確立していき、トワの操り人形から脱却し、自らの意志で主人公との決着を求めるようになる。
2018年12月のアップデートで「オレ・レイド」のみで最終形態も操作キャラクターとして使用できるようになった。
フロスト
声 - 中尾隆聖
フリーザによく似た姿をした第6宇宙の戦士。表向きは紳士的な英雄だが、その本性はフリーザと同じ狡猾で卑劣な性格で、金儲けのために戦争を引き起こしていた。
2016年12月のDLCでプレイアブル化された。
キャベ
声 - 岸尾だいすけ
第6宇宙のサイヤ人で戦士でもある。真面目かつ礼儀正しい性格で普段悪人退治をしている。超サイヤ人になる方法を教えてくれたベジータを師匠と呼び、慕っている。
2016年12月のDLCでプレイアブル化された。
破壊神シャンパ
声 - 岩田光央
第6宇宙の破壊神でビルスの双子の兄弟。ビルスと同様我儘で子供っぽい性格。人間臭いところがあり、食べ物に目がない。
2017年2月のDLCでプレイアブル化された。
ヴァドス
声 - 山口由里子
シャンパのお目つき役でウイスの姉でもある天使。シャンパに従順だがシニカルな部分があり、ウイス以上に棘のある発言をしたりすることもある。
2017年2月のDLCでプレイアブル化された。
ボージャック
声 - 玄田哲章
かつて銀河を荒らしていたヘラー一族のリーダー。界王たちに封印されたが北の界王が死んだことで封印が解かれ、サタンが開いた「大天下一武道会」に乱入し、悟飯と死闘を繰り広げた。ターレスやスラッグ同様元は別の歴史の人物。
2017年4月のDLCでプレイアブル化された。
未来トランクス
声 - 草尾毅
セルを倒してから十数年後の未来のトランクス。ゴクウブラックによって再び荒廃した世界を救うため、現代に助けを求める。並行世界のダーブラとの戦いで超サイヤ人2に変身できるようになった。ピラフ一味のマイと付き合っている。なお、時の巣にいるタイムパトローラーのトランクスとは同一の歴史の人物なのかは不明。
ゴクウブラック
声 - 野沢雅子
悟空と瓜二つの顔を持ち、トランクスのいる歴史に現れた人物。性格は悟空と正反対で自身の殺人行為を正義と称し、全ての人類と神を殺そうとする残忍な人物。その正体は並行世界の悟空の体を奪った現代のザマス。本作ではタイムパトローラーや時の界王神のことを知っている様子。
2017年4月のDLCで超サイヤ人ロゼの形態、2024年5月のDLCで本作オリジナルの超サイヤ人ロゼの超極悪化の形態がプレイアブル化された。
ザマス
声 - 三木眞一郎
第10宇宙の見習い界王神でゴワスの弟子。人間を絶対な悪と決め付け、排除しようと考える過激で歪んだ正義感を持つ。並行世界の自分と手を組み、不死身の体を手に入れ、「人間0計画」を実行した。
2017年4月のDLCでプレイアブル化された。
合体ザマス
声 - 三木眞一郎
超サイヤ人ロゼとなったゴクウブラックと未来世界のザマスが合体した最凶の神。最強の戦闘力と不死身の体を持ち、悟空たちを苦しめるが不死身ではないブラックと合体したことで不安定になった。
2017年6月のDLCでプレイアブル化され、2018年12月のアップデートで「オレ・レイド」のみで半身崩壊状態も操作キャラクターとして使用できるようになった。
ダーブラ
声 - 大友龍三郎
バビディに洗脳され、手下になった暗黒魔界の王でトワの兄。剣術に長け、相手を石化する唾を持つ。DLCの追加シナリオ「∞の歴史編」の黒幕であり、トワがトキトキの卵を手に入れる際、ひそかにブウにクッキーにされた直前の「終わりと始まりの書」からトワに救われていた。第6宇宙との試合や未来でのザマスとの戦いの歴史を改変し、集めたキリエネルギーで以前とは比べ物にならないほどパワーアップを果たす。すべては妹の仇を取るためであり、時の界王神はもとより直接の仇である主人公は「この手で殺したかった」と語るほど憎んでいる。最終的には、コントン都の住民たちを石化させ、時の界王神を手中に収めるが、主人公との戦いで追い詰められ、フューをけしかけるも拒否される。激昂の余りフューを石化させようとしたところ、ツバを跳ね返されて自身が石化する。この闘いの後、ルートによってはフューや悟空がラストボスとなって立ちはだかる。
2017年11月のDLCでプレイアブル化された。
人造人間13号
声 - 遠藤守哉
復讐で17号と18号に殺されたドクター・ゲロの怨念が地下に隠されたコンピュータに反応して生まれた人造人間。悟空やその仲間を殺すようにプログラムされている。仲間である14号と15号を吸収することでパワーアップできる。「∞の歴史編」では、フューによって呼び出され17号＆18号と合流。共にセルを倒し、現れた悟空をも抹殺する。目的を失ったものの、17号から「お前も来いよ」と誘いを受け、共にどこかへ飛び立っていった。
2017年11月のDLCでプレイアブル化された。
タピオン
声 - 優希比呂
幻魔人ヒルデガーンを自らの体内に封印した大昔のコナッツ星の勇者。剣術だけでなく気での攻撃も得意とする。当初は他人を危険に巻き込まないようにするために心を閉ざしたが、トランクスと仲良くなったことで心を開いていった。「∞の歴史編」では、フューによって未来トランクスの助っ人として登場。次元は異なるものの未来トランクスを「たくましく成長した」と称賛し、ザマスを封印するべく協力する。最後は弱まったザマスを体内に封印した。
2017年11月のDLCでプレイアブル化された。
ジレン
声 - 花輪英司
第11宇宙最強の戦士でプライド・トルーパーズのメンバー。寡黙な性格。幼い頃に両親や師匠を殺され、生き残った仲間たちも去ったために裏切られたと思い、強さこそ絶対という考えを持つようになるが、悟空と戦うことで仲間の大切さを知る。
「∞の歴史編」では、ダーブラによって洗脳されザマス＆ゴクウブラックの助っ人として登場。主人公と激戦を繰り広げた末に倒された。ザマスによれば「私たちの考えに同調し仲間になった」という。ただしこの時のジレンは、別の歴史から連れて来られたこともあり本来の実力は出せていなかったという。
2018年2月のDLCでプレイアブル化し、2021年11月のDLCにてフルパワー状態、さらに2024年11月配信のDLCでは本作オリジナルのフルパワー状態の超極悪化形態もプレイアブル化された。
フュー
声 - 山口勝平
トワとミラの細胞から作られた突然変異の実験体。ゲームオリジナルキャラクター。初出は『ドラゴンボールオンライン』で、『ドラゴンボール ゼノバース』チームが新デザイン、新設定を作った。ダーブラの後継者。気分屋で掴み所がない性格で、自身の研究のために歴史改変をするもトワやダーブラと違い、暗黒魔界復活やトワの仇討ちにも興味は無い。そのため、時の界王神曰く「研究に夢中なだけな（善と悪の区別の付かない）子供」、老界王神からは「悪人ではないが善人でもない」と称された。他人の記憶を改変することができるようで、トランクスたちにドミグラを時の界王神だと認識させ、さらに悟空とベジータに自身をウイスだと思わせた。
「∞の歴史編」では、ルートによってはラストボスになったり味方になったりする。味方になった場合は主人公のことを「友達」「親友」と呼ぶようになり、好意や信頼のようなものを見せるようになる。
2018年2月のDLCでプレイアブル化された。
スーパーベビー2
声 - 沼田祐介
ドクター・ミューがツフル人の王の細胞を使って生み出した寄生生命体。ツフル人を滅ぼしたサイヤ人に復讐するため、あらゆる人に寄生を続け、ベジータに寄生し、洗脳した手下たちのパワーを奪った姿。目的のためなら罪のない者も平気で利用する利己的で卑劣な性格をしている。
2018年8月のDLCでプレイアブル化された。
前作に引き続き「大猿ベビー」の形態も登場するが、こちらは操作キャラクターにはならない。
ケフラ
声 - 小松由佳（カリフラ） / ゆかな（ケール）
第6宇宙のサイヤ人であるカリフラと妹分のケールがポタラで合体し、超サイヤ人になった姿。性格や容姿はカリフラ寄りの好戦的な性格。ストーリーには登場せず、パラレルクエストにてキャベと共に登場する。
2018年8月のDLCでプレイアブル化された。
ブロリー（ドラゴンボール超）
声 - 島田敏
『ドラゴンボール超』での設定のブロリー。本作では超サイヤ人フルパワーに変身している。
サイヤ人でありながら温厚で戦いを好まない性格だが、怒ると自分でも力を制御不可となる。悟空やベジータと戦いながら力を覚醒させていき、最終的には超サイヤ人ゴッドSSに変身したゴジータの攻撃を耐えるほどのタフネスを発揮した。
2018年12月のDLCでプレイアブル化された。
魔神ドミグラ
声 - 鳥海浩輔
前作にも登場した敵キャラクター。本作では「オレ・レイド」のみ操作キャラクターとして使用できる。
DLC追加ストーリー「∞の歴史編」の冒頭では、フューによる歴史改変によってドミグラが時の界王神になっていた。悪人顔だが老界王神によれば真面目に仕事をしているとのこと。なお、この歴史はフューにエネルギーを吸収されたことでなかったことになった。同ストーリーの終盤では、パートナーに選んだ相手によって「ダーブラから連れて来られた別の歴史のドミグラ」が敵として立ちふさがる。自分が時の界王神に成り代わり、世界を我が物にするべく襲い掛かってくる。
リブリアン
声 - 北川里奈
第2宇宙の魔女っ子女戦士で、特攻火の玉リーダー。本名はブリアン・デ・シャトーで、力の大会にてフォーメーションでリブリアンに変身し、人造人間17号や人造人間18号たちと激闘を繰り広げた。
2019年7月のDLCでプレイアブル化された。
人造人間21号
声 - 桑島法子
『ドラゴンボール ファイターズ』に登場したオリジナルキャラクター。2019年12月のDLCで本作にもプレイアブル化された。ストーリーには登場しない。
とある人間の女性科学者に強力な戦士たちの細胞を組み込んで生み出されたバイオタイプの人造人間。その存在はセルも知らなかった。控え目でお淑やかな性格だが実力は非常に高い。
善と悪の人格を内包しており、パラレルクエストでは悪の人格が表出し敵となる。
スーパーウーブ
声 - 私市淳
『ドラゴンボールGT』から登場。悟空の弟子でミスター・サタンを尊敬している青年。ミスター・ブウと融合したことで大幅なパワーアップを果たしている。
2019年12月のDLCでプレイアブル化され、贈り物を渡すことで悟空＆スーパーウーブと戦える新ストーリーをプレイできる。
パイクーハン
声 - 緑川光
あの世の戦士で、生前は西の銀河最強の戦士であった。あの世にてフリーザやセルをあっという間に倒すほどの実力を持っており、あの世一武道会では超サイヤ人の悟空と激闘を繰り広げ、あの世での悟空のライバルとなった。
2021年3月のDLCでプレイアブル化された。
トッポ
声 - 乃村健次
第11宇宙の戦士でプライド・トルーパーズのリーダーにして、次期破壊神候補。本作では破壊神の力を解放している。元は正義のために闘う戦士だったが、力の大会にてフリーザや人造人間17号たちに追い詰められ、最終的に勝利のために全てを捨て、破壊神の力を解放することとなった。
2021年3月のDLCでプレイアブル化された。
カリフラ
声 - 小松由佳
第6宇宙の惑星サダラに住む女性サイヤ人。好戦的な性格をしている。本作では超サイヤ人2に変身している。キャベから超サイヤ人への変身を教わり、高い潜在能力によって超サイヤ人2への変身も可能となった。
2021年11月のDLCでプレイアブル化された。
ケール
声 - ゆかな
カリフラ同様、第6宇宙の惑星サダラに住む女性サイヤ人で、カリフラを「姐さん」と呼び慕っている。本作では超サイヤ人2に変身している。本来は気弱な性格だが、カリフラに手を出す者には容赦なく、感情を爆発させた際に暴走した超サイヤ人に覚醒してしまうが、力の大会中盤にて暴走を制御し、超サイヤ人2への変身も可能となった。
2021年11月のDLCでプレイアブル化された。
ディスポ
声 - 島田敏
第11宇宙の戦士でプライド・トルーパーズのメンバー。第7宇宙の破壊神であるビルスと似た顔をしているが、彼とは無関係な戦士である。光速を超える「超速」のスピードの持ち主で、力の大会にて圧倒的なスピードによって悟飯やフリーザたち第7宇宙の戦士を翻弄した。覚醒技「超最高速モード」を使用可能。
2022年7月のDLCでプレイアブル化された。
ガンマ1号
声 - 神谷浩史
新生レッドリボン軍と手を組んだ科学者Dr.ヘドが造り上げた人造人間の1体。冷静で真面目な性格をしている。その強さは超サイヤ人の悟飯と互角以上に渡り合うほど。
2022年11月のDLCでプレイアブル化された。
ガンマ2号
声 - 宮野真守
Dr.ヘドが造り上げた人造人間の1体。性格はガンマ1号と異なり、おちゃらけている。最強の人造人間を自称するだけに、その強さは潜在能力を解放したピッコロも圧倒するほど。お調子者だが正義の心は本物で真の悪を見抜く力を持っている。
2022年11月のDLCでプレイアブル化された。
破壊神ベルモッド
声 - 菊池正美
第11宇宙の破壊神。ピエロのような外見をしており、正義感が強い性格をしている。プライド・トルーパーズ最強の戦士であるジレンの強さに絶対的な確信を持っている。
2024年11月のDLCでプレイアブル化された。

## ダウンロードコンテンツ
インターネットに接続して、PlayStation Storeやニンテンドーeショップから追加コンテンツや追加キャラクターをダウンロードできる。

### 有料DLC
| 名称                                                                                | 内容 | 配信日                               |
| ----------------------------------------------------------------------------------- | --- | ------------------------------------ |
| シーズンパス                                                                        | 以下のDLCのセット DLC第1弾 DLC第2弾 DLC第3弾 DLC第4弾 | 2016年12月20日                       |
| DLC第1弾 「第6宇宙編（前編）パック」                                                | プレイアブルキャラクター 「キャベ」 プレイアブルキャラクター 「フロスト」 新先生「ヒット」など | 2016年12月20日                       |
| DLC第2弾 「第6宇宙編（後編）パック」                                                | プレイアブルキャラクター 「破壊神シャンパ」 プレイアブルキャラクター 「ヴァドス」 追加タイムパトロール 「熱戦の第6宇宙編」 追加ステージ 「名もない星」など | 2017年2月28日                        |
| アニソン＆BGMパック                                                                 | DB、DBZ、DBGTの主題歌やBGMに変更可能 | 2017年2月28日                        |
| DLC第3弾 「未来トランクス編（前編）パック」                                         | プレイアブルキャラクター 「ゴクウブラック（超サイヤ人ロゼ）」 プレイアブルキャラクター 「ザマス」 プレイアブルキャラクター 「ボージャック」 新先生「ボージャック」など | 2017年4月25日                        |
| DLC第4弾 「未来トランクス編（後編）パック」                                         | プレイアブルキャラクター 「SSGSSベジット」 プレイアブルキャラクター 「ザマス：合体」 追加タイムパトロール 「希望の戦士編」 追加ステージ 「荒廃した未来」など | 2017年6月27日                        |
| エクストラDLCパックセット                                                           | 以下のDLCのセット エクストラDLCパック第1弾 エクストラDLCパック第2弾 | 2017年11月28日                       |
| エクストラDLCパック第1弾 （DLC第5弾） 「新たなる戦士編パック」                      | プレイアブルキャラクター 「魔人ブウ（孫悟飯吸収）」 プレイアブルキャラクター 「ダーブラ」 プレイアブルキャラクター 「タピオン」 プレイアブルキャラクター 「人造人間13号」 新先生「ザマス」など | 2017年11月28日                       |
| レジェンドパトロールパック                                                          | 前作『ドラゴンボール ゼノバース』のタイムパトロール（前作のDLC「GT編（前編 / 後編）」含む） | 2018年1月25日（PS4版は2022年7月7日） |
| エクストラDLCパック第2弾 （DLC第6弾） 「∞の歴史編パック」                           | プレイアブルキャラクター 「孫悟空（身勝手の極意）」 プレイアブルキャラクター 「ジレン」 プレイアブルキャラクター 「人造人間17号（DB超）」 プレイアブルキャラクター 「フュー」 エクストラシナリオ 「∞の歴史編」など | 2018年2月28日                        |
| エクストラDLCパックセット2                                                          | 以下のDLCのセット エクストラDLCパック第3弾 エクストラDLCパック第4弾 | 2018年8月29日                        |
| エクストラDLCパック第3弾 （DLC第7弾） 「異次元の戦士編パック」                      | プレイアブルキャラクター 「スーパーベビー2」 プレイアブルキャラクター 「ケフラ（超サイヤ人）」など | 2018年8月29日                        |
| アニソン＆BGMパック2                                                                | DBZ、DB改、DB超の主題歌やBGMに変更可能 | 2018年11月29日                       |
| エクストラDLCパック第4弾 （DLC第8弾） 「映画『ドラゴンボール超 ブロリー』編パック」 | プレイアブルキャラクター 「ブロリー（超サイヤ人 フルパワー）」 プレイアブルキャラクター 「SSGSSゴジータ」 追加ステージ 「力の大会 武舞台」など | 2018年12月19日                       |
| ウルトラDLCパックセット                                                             | 以下のDLCのセット ウルトラDLCパック第1弾 ウルトラDLCパック第2弾 | 2019年7月11日                        |
| ウルトラDLCパック第1弾 （DLC第9弾） 「愛と誇り編パック」                            | プレイアブルキャラクター 「ベジータ（超サイヤ人ゴッド）」 プレイアブルキャラクター 「SSGSSベジータ（進化）」 プレイアブルキャラクター 「リブリアン」など | 2019年7月11日                        |
| ウルトラDLCパック第2弾 （DLC第10弾） 「魔人の後継者編パック」                       | プレイアブルキャラクター 「人造人間21号」 プレイアブルキャラクター 「スーパーウーブ」 ドラゴンボールZ最終回再現イベント 「エクストラミッション」など | 2019年12月12日                       |
| レジェンダリーDLCパックセット                                                       | 以下のDLCのセット レジェンダリーDLCパック第1弾 レジェンダリーDLCパック第2弾 | 2021年3月18日                        |
| レジェンダリーDLCパック第1弾 （DLC第11弾） 「炎と破壊編パック」                     | プレイアブルキャラクター 「パイクーハン」 プレイアブルキャラクター 「トッポ（破壊神モード）」 エクストラミッション 「力の大会編」 エクストラミッション 「あの世編」など | 2021年3月18日                        |
| レジェンダリーDLCパック第2弾 （DLC第12弾） 「究極の闘い編パック」                   | プレイアブルキャラクター 「ジレン（フルパワー）」 プレイアブルキャラクター 「ゴジータ（DB超）」 プレイアブルキャラクター 「カリフラ（超サイヤ人2）」 プレイアブルキャラクター 「ケール（超サイヤ人2）」 エクストラミッション 「DB超 ブロリー編」 エクストラミッション 「たったひとりのサイヤ人編」 追加ステージ 「溶岩の大地」など                                                                              | 2021年11月5日                        |
| コントン都投票DLC （DLC第13弾） 「目覚めし戦士編パック」                            | プレイアブルキャラクター 「孫悟空（身勝手の極意“兆”）」 プレイアブルキャラクター 「ディスポ」 プレイアブルキャラクター 「ベジータ（GT）」 エクストラミッション 「GT編」 エクストラミッション 「魔人ブウ編」など | 2022年7月7日                         |
| 正義のヒーロー編パックセット                                                        | 以下のDLCのセット 正義のヒーロー編パック第1弾 正義のヒーロー編パック第2弾 | 2022年11月10日                       |
| 「正義のヒーロー編パック第1弾」 （DLC第14弾）                                       | プレイアブルキャラクター 「ガンマ1号」 プレイアブルキャラクター 「ガンマ2号」 プレイアブルキャラクター 「孫悟飯（DB超SH）」など | 2022年11月10日                       |
| 「正義のヒーロー編パック第2弾」 （DLC第15弾）                                       | プレイアブルキャラクター 「ピッコロ（潜在能力解放）」 プレイアブルキャラクター 「オレンジピッコロ」 プレイアブルキャラクター 「孫悟飯（ビースト）」 エクストラミッション 「セル編」 エクストラミッション 「映画『DB超 スーパーヒーロー編』」 追加ステージ 「レッドリボン軍基地（庭園）」など | 2023年5月11日                        |
| 「FUTURE SAGA Chapter 1」 （DLC第16弾）                                             | プレイアブルキャラクター 「ベジータ（超サイヤ人ゴッド）・超極悪化」 プレイアブルキャラクター 「ゴクウブラック（超サイヤ人ロゼ）・超極悪化」 プレイアブルキャラクター 「人造人間18号（DB超）」 プレイアブルキャラクター 「ビーデル（DB超）」 プレイアブルキャラクター 「ブロリー（抑制）」 エクストラミッション 「ブロリー編」 エクストラミッション 「ゴクウブラック編」 エクストラミッション 「ベジータ編」など | 2024年5月23日                        |
| 「FUTURE SAGA Chapter 2」 （DLC第17弾）                                             | プレイアブルキャラクター 「ジレン（フルパワー）・超極悪化」 プレイアブルキャラクター 「破壊神ベルモッド」 プレイアブルキャラクター 「孫悟空（ミニ）」 エクストラミッション 「ジレン編」など | 2024年11月21日                       |
| 「『ドラゴンボールDAIMA』パック」 （DLC第18弾）                                     | プレイアブルキャラクター 「超サイヤ人4孫悟空（DAIMA）」 プレイアブルキャラクター 「超サイヤ人3ベジータ（DAIMA）」など | 2025年5月22日                        |

### 無料DLC
| 内容 | 配信日         |
| --- | -------------- |
| 孫悟空 覚醒技「超サイヤ人ブルー界王拳」 ヒット 覚醒技「純粋なる成長」 新先生「孫悟飯（未来）」 新先生「バーダック」 新先生「クウラ」 新先生「人造人間16号」 新先生「ウイス」 など | 2016年12月20日 |
| ヒーローコロシアム BGM切り替え機能拡張 新レイドクエスト「狂気なる神」 など | 2017年11月27日 |
| サイヤ人専用覚醒技 「超サイヤ人ゴッド超サイヤ人」 ナッパ覚醒技「超サイヤ人」 新機能「パートナーカスタマイズ」 など                                                                | 2018年2月26日  |
| 新機能「オレ・レイドバトル」など | 2018年12月18日 |
| サイヤ人専用覚醒技 「超サイヤ人ゴッド超サイヤ人（進化）」など | 2019年7月10日  |
| フォトモード拡張機 オレ・レイド新機能「オレ・レイドダブル」など | 2019年12月11日 |
| パートナーカスタマイズ拡張 CCマスコット ロード画面イラスト プレイアブルキャラクター「時の界王神」など                                                                             | 2020年8月26日  |
| コントン都投票 「ヒーロー投票」 「衣装投票」 「CCマスコット投票」など | 2021年3月17日  |
| パートナーカスタマイズ拡張 コントン都投票 「パートナーカスタマイズ投票」 「イラスト投票」 サイヤ人専用覚醒技 「超サイヤ人ゴッド」など                                             | 2021年11月4日  |
| パートナーカスタマイズ拡張 レイドボス新機能「エクストラレイドボスバトル」など | 2022年7月6日   |
| 全種族共通覚醒技 「ビースト」 新レイドボスキャラクター 「セルマックス」など | 2023年3月23日  |
| クエスト新機能 「難易度モード変更」 全種族共通覚醒技 「身勝手の極意」など | 2023年10月12日 |

## 評価
| ゼノバース2累計出荷本数 | ゼノバース2累計出荷本数 | ゼノバース2累計出荷本数 |
| ----------------------- | ----------------------- | ----------------------- |
| 2016年11月              | 140万本                 | [ 7 ]                   |
| 2017年4月               | 200万本                 | [ 22 ]                  |
| 2017年11月              | 300万本                 | [ 23 ]                  |
| 2019年3月               | 500万本                 | [ 24 ]                  |
| 2020年8月               | 600万本                 | [ 25 ]                  |
| 2020年12月              | 700万本                 | [ 26 ]                  |
| 2021年11月              | 800万本                 | [ 27 ]                  |
| 2023年5月               | 1000万本                | [ 1 ]                   |
| シリーズ累計出荷本数    |                         |                         |
| 2017年11月              | 800万本                 | [ 23 ]                  |
| 2018年7月               | 1000万本                | [ 28 ]                  |
| 2021年4月               | 1500万本                | [ 29 ]                  |

2016年11月に発売された本作の初回出荷本数は前作を大きく上回る140万本を記録。発売1年で300万本を突破した。
本作単独での全世界累計出荷本数は2021年11月時点で800万本に達し、2023年5月時点で1,000万本を突破した。また、前作と併せたシリーズ累計出荷本数は2018年7月時点で全世界1,000万本を超え、2021年4月時点で全世界1,500万本を突破した。
発売から7年が経った2023年時点でも、月間アクティブユーザーは100万人規模を維持している。

## レベルアップについて
前作と同様にLvが80に到達した時点で必要経験値が跳ね上がるが、NPCのトソックにお金を渡すことでレベルを1つ上げることが可能となっている。Lv80まではゼニー、それ以降はTPメダルが必要となる。これを利用すればキャラクターを作成してすぐにレベルカンストまで持っていくことができる。

## 漫画版
ドラゴンボール ゼノバース2 THE MANGA
マンガ - とよたろう
攻略本『ドラゴンボール ゼノバース2 PS4版 ヒストリアガーディアンズ超ガイド バンダイナムコエンターテインメント公式攻略本』に「特別編」として読み切り短編漫画が掲載されている。

## 関連商品
- 『ドラゴンボール ゼノバース2 PS4版 ヒストリアガーディアンズ超ガイド バンダイナムコエンターテインメント公式攻略本』2016年11月2日。